# Carnaval de Cartagena

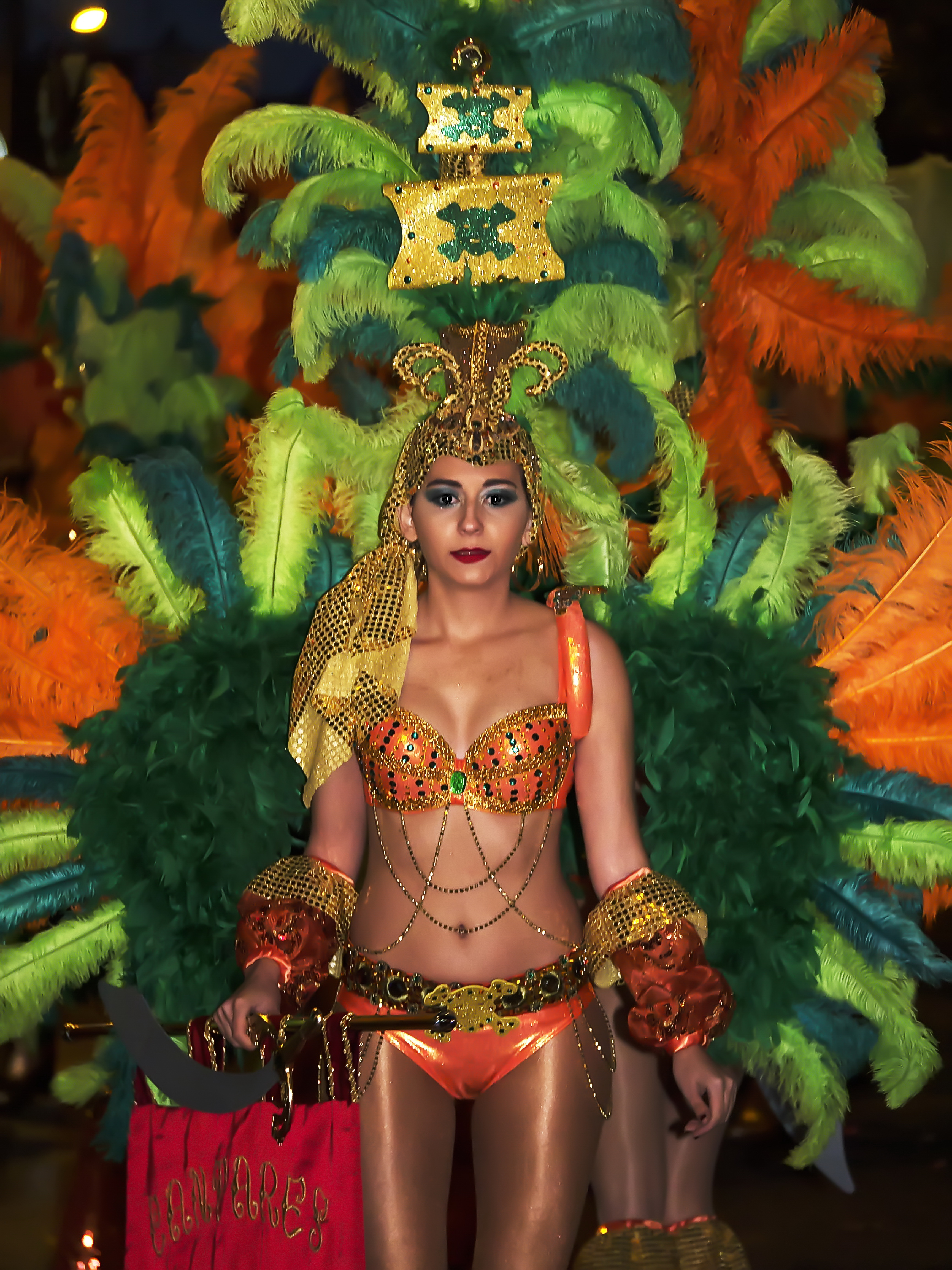
Carnaval de Cartagena 2016.

Los Carnavales de Cartagena. En la Región de Murcia, España. Se caracteriza por ser un conjunto de actos que van desde el pregón, desfiles, elección de la reina del carnaval y chirigotas en el que sus participantes van disfrazados para la ocasión. 
Estas fiestas tuvieron un gran posición popular, sobre todo durante la segunda mitad del siglo XIX, sin embargo con la llegada de la dictadura franquista se prohibió cualquier tipo de celebración de reminiscencia pagana. Finalmente, estos carnavales son unas fiestas profanas consideradas de Interés Turístico Regional desde 1993, puesto a que son una de las más importantes en el ciclo festivo de la ciudad. Cada año cobra más importancia debido a la colaboración de sus habitantes.